# Thomas Frei (biathlon)
Pour les articles homonymes, voir Frei.
Pour le coureur cycliste, voir Thomas Frei.
Thomas Frei est un biathlète et fondeur suisse, né le 17 avril 1980 à Zurich, qui a participé aux compétitions internationales de 1999 à 2011.

## Biographie
Thomas Frei, actif dans les courses FIS depuis 1999, participe à sa première course en Coupe du monde de ski de fond en décembre 2002 à Davos. Il ne parvient pas à marquer de points dans cette compétition.
Thomas Frei se reconvertit dans le biathlon pour la saison 2006-2007, où il gagne une course de l'Coupe d'Europe, antichambre de la Coupe du monde. Dès le début de la saison suivante, Frei est promu en Coupe du monde, collectant ses premiers points directement à Oberhof (32e).
Il obtient son seul podium sur une épreuve de Coupe du monde de biathlon lors de la saison 2009-2010 : le 19 décembre 2009, il se classe troisième à Pokljuka lors de l'épreuve de sprint, alors qu'il ne comptait aucun top dix jusque là. Ensuite, il participe aux Jeux olympiques d'hiver de 2010, où son meilleur résultat individuel est une douzième place à la poursuite.
Il prend sa retraite sportive à l'issue de la saison 2010-2011.

## Palmarès

### Jeux olympiques d'hiver
| Épreuve / Édition | Vancouver 2010 |
| Sprint            | 13e            |
| Poursuite         | 12e            |
| Individuelle      | 16e            |
| Mass start        | 24e            |
| Relais            | 9e             |

### Championnats du monde
| Épreuve / Édition             | Individuelle                     | Sprint                           | Poursuite                        | Départ en masse                  | Relais                           | Relais mixte |
| Mondiaux 2008 Östersund       | 70e                              | 37e                              | 58e                              | -                                | 18e                              | -            |
| Mondiaux 2009 Pyeongchang     | 64e                              | 65e                              | -                                | -                                | 8e                               | -            |
| Mondiaux 2010 Khanty-Mansiïsk | Épreuve inexistante à cette date | Épreuve inexistante à cette date | Épreuve inexistante à cette date | Épreuve inexistante à cette date | Épreuve inexistante à cette date | 12e          |
| Mondiaux 2011 Khanty-Mansiïsk | 106e                             | -                                | -                                | -                                | 17e                              | 15e          |

Légende :

 : épreuve inexistante

- : n'a pas participé à l'épreuve

### Coupe du monde
- Meilleur classement général : 39e en 2010.
- 1 podium individuel : 1 troisième place.

#### Différents classements en Coupe du monde
| Année     | Classement général final | Sprint | Poursuite | Individuelle | Mass start |
| 2007-2008 | 89e                      | 76e    | -         | -            | -          |
| 2008-2009 | 77e                      | 63e    | -         | 79e          | -          |
| 2009-2010 | 39e                      | 32e    | 43e       | 32e          | 37e        |
| 2010-2011 | 89e                      | 75e    | -         | -            | -          |

### IBU Cup
- 2 victoires.